# Manfred Kainz (Politiker)

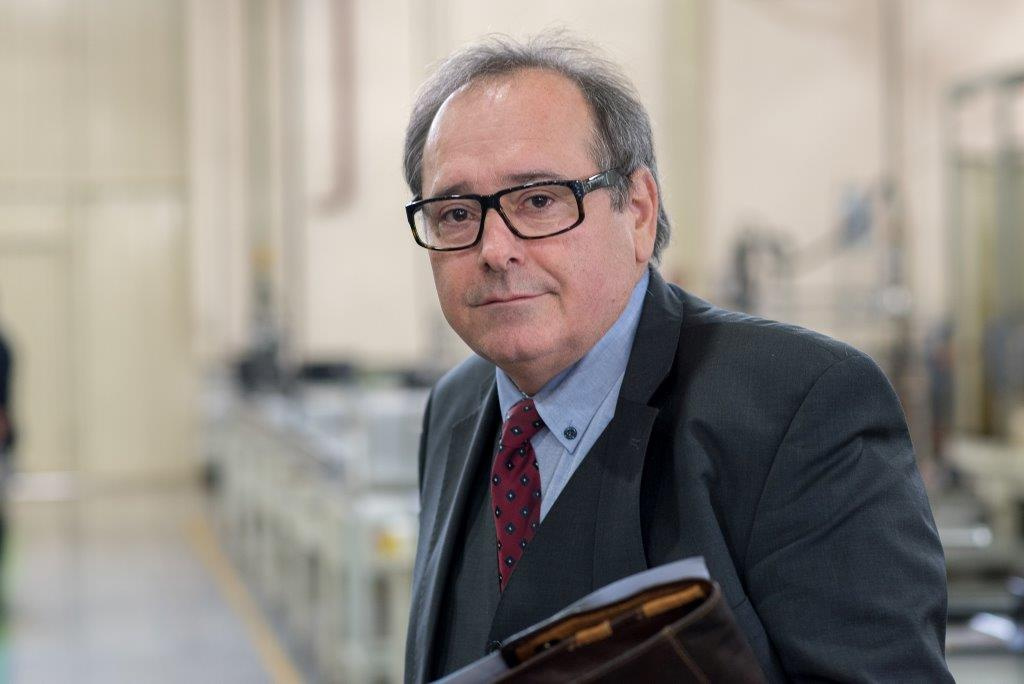
Manfred Kainz (2015)

Manfred Kainz (* 15. Jänner 1960) war österreichischer Politiker (ÖVP) und ist Unternehmer (Gründer, Gesellschafter und Geschäftsführer von TCM International). Von 2005 bis 2012 war er Abgeordneter zum Steiermärkischen Landtag.

## Ausbildung
Nach der Volksschule in Sankt Josef (Weststeiermark) und der Hauptschule in Preding besuchte Kainz die Handelsschule in Graz und absolvierte eine Lehre als Bürokaufmann. Die Lehre wurde bei der Maschinenfabrik Otto Baumgartner & Co in Graz-Puntigam abgeschlossen.

## Berufslaufbahn
Danach war Manfred Kainz im Familienbetrieb in Sankt Josef, bei der Johann Eberhard GmbH tätig. Da es dort für 3 Manager zu eng war, wechselte er zu Masterfoods Austria. Nach einer mehrjährigen Tätigkeit als Außendienstmitarbeiter bei Masterfoods und im Verkauf von Zerspanungswerkzeugen gründete er mit 25 Jahren sein erstes eigenes Unternehmen, die DI Weber GmbH, und 1990 die TCM GmbH Tool Consulting & Management. 1998 folgte schließlich die Gründung der TCM-International Tool Consulting & Management GmbH mit Sitz in Graz. Als Unternehmer und Geschäftsführer von TCM International wurde Manfred Kainz 2008 vom Magazin "Business Monat" auf Platz 17 der "Top 100 Manager" gereiht. Weiters war Manfred Kainz auch Gründungsmitglied des ACStyria Mobilitätscluster und deren erster Geschäftsführer. Im Jahr 2016 wurde ihm durch Bundespräsident Heinz Fischer der Berufstitel „Kommerzialrat“ verliehen.

## Politische Laufbahn
Manfred Kainz ist seit Oktober 2002 Wirtschaftsbundobmann für den Bezirk Deutschlandsberg, Bezirksparteiobmann von 15. August 2004 bis 2. Oktober 2015 und war von 25. Oktober 2005 bis 17. September 2012 Landtagsabgeordneter. Die Schwerpunkte seiner politischen Tätigkeit sind Finanzen, Neue Technologien und Wirtschaftsthemen sowie Europasprecher des Landtags Steiermark.

## Vermischtes
Manfred Kainz war auch zehn Jahre lang Mitglied in einem Kabarett in Stainz.
Seit 2017 ist Manfred Kainz Honorarkonsul für die Republik Polen.